# Pustnic

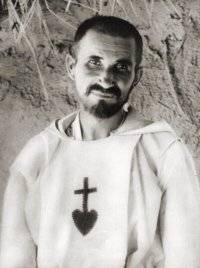
Preotul Charles de Foucauld, pustnic în Algeria

Pustnicul, denumit și sihastru, schimnic, ascet, anahoret sau eremit (derivat din greacă ἔρημος, transliterat: eremos, în traducere „deșert”), este un călugăr izolat de lume, care duce o viață aspră. O persoană care se retrage într-un loc izolat de societate și de tentațiile acesteia și care prin post și rugăciuni încearcă să aibă o mai strânsă legătură cu Dumnezeu. În sens larg acești termeni se pot referi la persoane care își duc viața singure, parțial rupte de comunitatea în care trăiesc și care au firi interiorizate. 
Valorile care caracterizează viața sihaștrilor sunt: 
- ascetismul
- postul și penitența
- izolarea de colectivitățile umane
- tăcerea
- rugăciunea
- munca

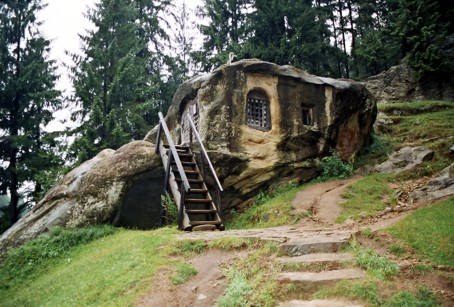
Chilia în care a trăit Daniil Sihastru

În creștinism se consideră că sihăstria a luat naștere la sfârșitul secolului al III-lea și începuturile secolului al IV-lea, când după pacea constantină, atunci când Părinții Deșertului au părăsit orașele Imperiului Roman și zonele locuite pentru a se refugia în pustiile Siriei și Egiptului, cu precădere în Egiptul de Sus.
În tradiția coptă cei cinci mari pustnici sunt Antonie cel Mare, Ioan cel Pitic, Paul Tebeul, Macarie Egipteanul și Macarie din Alexandria.